# Byråsekreterare
Byråsekreterare är inom vissa statliga myndigheter den lägsta titeln för handläggande tjänstemän. Nästa tjänsteställning är "förste byråsekreterare".